# Belvosia smithi
Belvosia smithi là một loài ruồi trong họ Tachinidae.